# Se min verden
|  | Denne artikel er oprettet af botten PalnaBot ud fra en ekstern database. Den kan derfor have sproglige fejl eller mangler. Denne skabelon kan fjernes efter kontrol af indholdet. |

Se min verden er en børnefilm fra 2002 instrueret af Jens Bangskjær efter manuskript af Jens Bangskjær.

## Handling
Asta er syv år og går i første klasse. Hun har tabt otte mælketænder og har ikke for tiden nogen rokketænder. Hver dag følges hun til skole med sin bedste veninde, og i fritiden går hun til fægtning. Men lige nu glæder hun sig allermest til en to-dages hyttetur med sin legestue. Filmen følger en dag i Astas liv, mens hun på lydsiden fortæller bramfrit om stort og småt. Senere er tonen mørkere, da Asta beretter om en hospitalsindlæggelse for ondt i maven. Smerten viste sig at være udløst af et skænderi mellem forældrene.